# Primeira nação Tsleil-Waututh

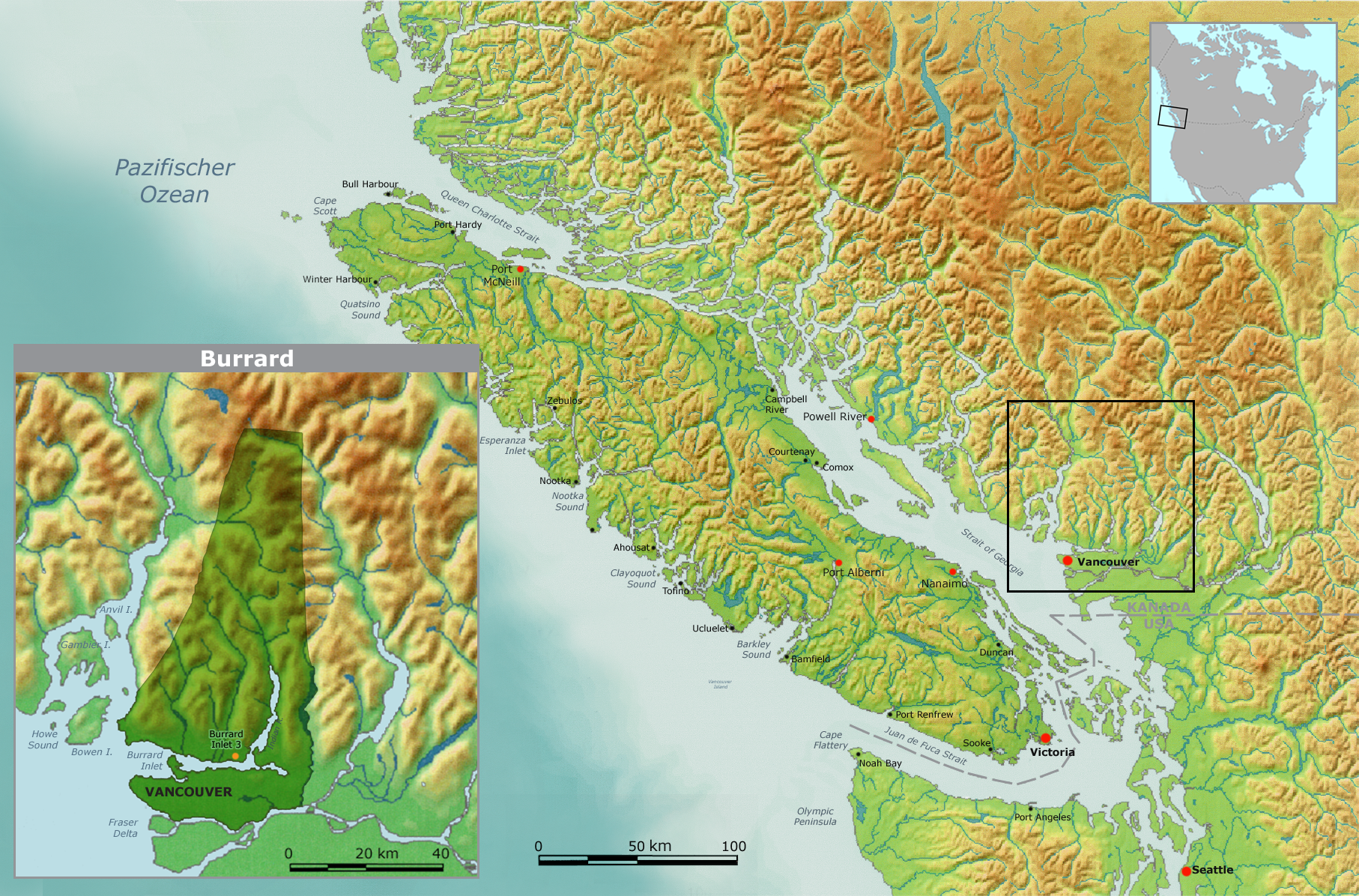
Território tradicional dos Burrard e reserva atual (laranja)

A Primeira Nação Tsleil-Waututh é uma das quatro Primeiras Nações do Canadá, cujo povo vive principalmente no interior da Colúmbia Britânica e no noroeste do Canadá.